# Alfred G. Ward
Alfred Gustave Ward (Mobile, 29 novembre 1908 – Perryville, 3 aprile 1982) è stato un ammiraglio statunitense.
Ufficiale durante la seconda guerra mondiale, Ward ricoprì varie posizioni di alto comando durante il primo periodo della guerra fredda; tra i suoi incarichi più importanti, in particolare, fu comandante delle forze navali statunitensi impegnate nelle operazioni di blocco durante la crisi dei missili di Cuba dell'ottobre 1962, oltre a svolgere gli incarichi di vice Capo delle Operazioni Navali e di rappresentante degli Stati Uniti presso il NATO Military Committee.

## Biografia
Nato a Mobile in Alabama, Ward si laureò il 2 giugno 1932 presso l'United States Naval Academy di Annapolis per poi entrare in Marina con il grado di alfiere e servire a bordo dell'incrociatore USS Northampton e del cacciatorpediniere USS Perry. Nel giugno 1940 ottenne un master universitario in ingegneria elettrica dopo aver frequentato i corsi del Massachusetts Institute of Technology di Cambridge. Dopo alcuni incarichi a terra presso il New York Navy Yard, dall'aprile 1941 Ward fu ufficiale di artiglieria a bordo della nave da battaglia USS North Carolina, incarico che mantenne per buona parte della successiva seconda guerra mondiale durante la quale fu presente a vari scontri della campagna di Guadalcanal e della campagna delle isole Marshall nel teatro di guerra del Pacifico. Per il suo servizio in guerra Ward ottenne due volte l'onorificenza della Bronze Star Medal.
Dopo altri incarichi presso il New York Navy Yard tra il 1944 e il 1945, Ward ottenne il suo primo comando, quello del cacciatorpediniere USS Hollister, nel luglio 1946. Nel corso della fine degli anni 1940 e dei primi anni 1950, Ward servì come ufficiale comandante di varie flottiglie di cacciatorpediniere sia in forza alla Pacific Fleet che alla Atlantic Fleet. Dopo la laurea al Naval War College di Newport nel marzo 1954, Ward fu assegnato all'ufficio del Capo delle Operazioni Navali a Washington fino all'agosto 1956, quando passò a comandare uno squadrone di unità anfibie. Dal febbraio 1957 fu vice capo di stato maggiore del comandante dell'Atlantic Fleet, ottenendo una promozione a retroammiraglio il 1º agosto 1957; dal giugno 1959 al giugno 1960 fu al comando di una divisione di incrociatori.
Dal giugno 1960 all'agosto 1961 Ward fu ancora una volta assegnato all'ufficio del Capo delle Operazioni Navali, venendo promosso a vice ammiraglio il 1º agosto 1962. Dopo un incarico come comandante della forza anfibia dell'Atlantic Fleet, dall'ottobre 1962 Ward fu alla guida della United States Second Fleet; in questa veste, diresse da bordo dell'incrociatore USS Newport News le forze navali statunitensi impegnate, dal 24 ottobre al 20 novembre 1962, nelle operazioni di blocco navale di Cuba durante gli eventi della "crisi dei missili" con i sovietici. Per le sue azioni durante la crisi fu insignito del titolo di commendatore della Legion of Merit.
Dall'agosto 1963 Ward fu fatto vice Capo delle Operazioni Navali, ottenendo una promozione ad ammiraglio il 27 marzo 1965 e la concessione dell'onorificenza della Navy Distinguished Service Medal e della Navy Commendation Medal. Dall'aprile 1965 rivestì l'incarico di rappresentante degli Stati Uniti presso il NATO Military Committee, prima di ritirarsi dal servizio attivo il 1º agosto 1968 dopo aver ricevuto una seconda Navy Distinguished Service Medal. L'ammiraglio Ward morì poi il 3 aprile 1982 per cause naturali presso il centro medico per veterani di Perryville nel Maryland